# Eta del Corb
Eta del Corb (η Corvi) és un estel de magnitud aparent +4,31 a la constel·lació del Corb. S'hi troba a 59 anys llum del sistema solar.
Encara que al principi hom va pensar que Eta del Corb era un estel gegant o subgegant, avui no existeix dubte que és un estel de la seqüència principal de tipus espectral F2V. Té una temperatura efectiva de 6.815 K i és un 43% més massiva que el Sol, estant la seva edat compresa entre 1.000 i 1.300 milions d'anys. És gairebé 5 vegades més lluminosa que el Sol i el seu radi és 1,6 vegades més gran que el radi solar. La seva velocitat de rotació projectada és de 68 km/s, i completa un gir en menys de 1,33 dies. Emet raigs X generats per l'activitat magnètica de l'estel.
El satèl·lit IRAS ha detectat un excés de radiació infraroja procedent d'Eta Corvi. Observacions en la banda submilimètrica —longituds d'ona entre l'infraroig llunyà i les microones— confirmen la presència d'un excés de pols en òrbita al voltant de l'estel, amb una massa entorn del 60% de la massa de la Lluna i una temperatura de 80 K. Les dades indiquen l'existència d'un disc circumestel·lar amb un radi màxim de 180 ua de l'estel.
Observacions recents mostren que la major part de les 100 ua interiors estan relativament netes de material, cosa que suggereix que pot haver estat buidat per un sistema planetari. Així mateix, hi ha certa evidència d'un possible component addicional amb una temperatura aproximada de 370 ± 60 K, implicant una distància respecte a l'estel d'1 - 2 ua, si bé la seva existència no ha estat confirmada.